# Kleptochthonius multispinosus
Kleptochthonius multispinosus es una especie de arácnido  del orden Pseudoscorpionida de la familia Chthoniidae.

## Distribución geográfica
Se encuentra en Estados Unidos.